# Barhabise (Bajura)
Barhabise (nep. बाह्रबिस) – gaun wikas samiti w zachodniej części Nepalu w strefie Seti w dystrykcie Bajura. Według nepalskiego spisu powszechnego z 2011 roku liczył on 1650 gospodarstw domowych i 8374 mieszkańców (4499 kobiet i 3875 mężczyzn).